# Tercera División de Venezuela 2024
La Temporada 2024 de la Liga Nacional o Tercera División comenzó programada por cada asociación de cada estado y finalizó en Noviembre. Parcell F.C se consagró campeón de la competición tras ganar en la final al Guarico F.C.

## Sistema de competición
El formato y modelo de competición de la Temporada 2024 de la Liga Nacional o Tercera División partirá del siguiente modo:
- Primera Ronda Regional: Los más de 88 equipos participantes se dividirán  en veintidós grupos por estado, los cuales jugarán para definir el campeón de cada estado y este a su vez disputará la segunda ronda o fase Inter regional.

- Segunda Ronda Interregional: El campeón en cada estado en la primera ronda clasificará a la siguiente etapa, dividida en 6 llaves de 3 equipos y 2 de 2 equipos, estas serán por cercanía geográfica, y de esta ronda saldrán los 8 equipos que disputarán la fase nacional o ronda final.

- Ronda Final: El primer puesto de cada grupo en la segunda ronda clasificará a la siguiente etapa, la cual se jugará en forma de eliminatoria a partidos de ida y vuelta, exceptuando la gran final, donde se definirá el campeón absoluto de la Liga Nacional o Tercera División

## Equipos participantes
| Club                    | Ciudad        | Estadio                             |
| ----------------------- | ------------- | ----------------------------------- |
| Academia Emeritense     | Mérida        | Club Emeritense                     |
| Academia Erick Ortega   | Trujillo      | Santa Apolonia                      |
| Academia Jiménez        | Miranda       | Chancha Aparay                      |
| Alianza Nueva Esparta   | Nueva Esparta | Alianza Sport                       |
| Catia FC                | Caracas       | Complejo Deportivo Praia Sport      |
| Centro Hispano F.C      | Aragua        | Joao Gervasio Matías                |
| Deportivo Zamora F.C    | Cojedes       | Dr. Guillermo Barreto               |
| El Guamo F.C            | Monagas       | Polideportivo de Maturín            |
| El Morro F.C            | Monagas       | Polideportivo Unerg                 |
| FundaUAM                | Zulia         | Cancha de fútbol FUNDAUAM           |
| Guarico F.C             | Guárico       | Alfredo Simonpietri                 |
| Jesus Yendis F.C        | Anzoátegui    | Sede Jesus Yendis                   |
| JGD F.C                 | Sucre         | Polideportivo Félix Velásquez       |
| Optidelpa F.C           | Tucupita      | Polideportivo de Tucupita           |
| Parcell F.C             | Carabobo      | Centro Polideportivo Empresas Polar |
| Talentos de Primera F.C | Bolívar       | Decanato de la Udo                  |
| Unión Lara S.C          | Lara          | Estadio Farías Rocha                |
| Ureña F.C               | Táchira       | Alfonso Culebro Rojas               |
| Yaritagua FC            | Yaracuy       | Estadio El Goajiro                  |

## Primera Ronda Regional
| Estado           | Equipo                           |
| ---------------- | -------------------------------- |
| Falcon           | Deportivo MZ (Pero No Participo) |
| Trujillo         | Academia Erick Ortega            |
| Zulia            | FundaUAM                         |
| Lara             | Unión Lara S.C                   |
| Yaracuy          | Yaritagua F.C                    |
| Portuguesa       | No Tuvo                          |
| Mérida           | Academia Emeritense              |
| Tachira          | Ureña F.C                        |
| Barinas          | No Tuvo                          |
| Apure            | No Tuvo                          |
| Guarico          | Guarico F.C                      |
| Amazonas         | No Tuvo                          |
| Carabobo         | Parcell F.C                      |
| Cojedes          | Deportivo Zamora F.C             |
| Aragua           | Centro Hispano F.C               |
| Distrito Capital | Catia F.C                        |
| Miranda          | Academia Jiménez                 |
| La Guaira        | No Tuvo                          |
| Sucre            | JGD F.C                          |
| Anzoátegui       | Jesus Yendis F.C                 |
| Nueva Esparta    | Alianza Nueva Esparta            |
| Bolívar          | Talentos de Primera F.C          |
| Monagas          | El Morro F.C                     |
| Delta Amacuro    | Optidelta F.C                    |

## Segunda Ronda Inter Regional

### Grupo A

#### Clasificación
| Pos. | Equipo                | Pts. | PJ | G | E | P | GF | GC | Dif. |  |
| ---- | --------------------- | ---- | -- | - | - | - | -- | -- | ---- |  |
| 1    | FundaUAM              | 6    | 2  | 2 | 0 | 0 | 7  | 2  | +5   |  |
| 2    | Academia Erick Ortega | 0    | 2  | 0 | 0 | 2 | 2  | 7  | −5   |  |

Actualizado a los partidos jugados el 19 de diciembre de 2024.
 Fuente: FundaUAM

### Grupo B

#### Clasificación
| Pos. | Equipo         | Pts. | PJ | G | E | P | GF | GC | Dif. |  |
| ---- | -------------- | ---- | -- | - | - | - | -- | -- | ---- |  |
| 1    | Unión Lara S.C | 6    | 2  | 2 | 0 | 0 | 5  | 2  | +3   |  |
| 2    | Yaritagua F.C  | 0    | 2  | 0 | 0 | 2 | 2  | 5  | −3   |  |

Actualizado a los partidos jugados el 23 de diciembre de 2024.
 Fuente: Union Lara

### Grupo C

#### Clasificación
| Pos. | Equipo              | Pts. | PJ | G | E | P | GF | GC | Dif. |  |
| ---- | ------------------- | ---- | -- | - | - | - | -- | -- | ---- |  |
| 1    | Academia Emeritense | 3    | 2  | 1 | 0 | 1 | 3  | 2  | +1   |  |
| 2    | Ureña FC            | 3    | 2  | 1 | 0 | 1 | 2  | 3  | −1   |  |

Actualizado a los partidos jugados el 19 de diciembre de 2024.
 Fuente: AEFC

### Grupo D

#### Clasificación
| Pos. | Equipo       | Pts. | PJ | G | E | P | GF | GC | Dif. |  |
| ---- | ------------ | ---- | -- | - | - | - | -- | -- | ---- |  |
| 1    | Guarico F.C  | 4    | 2  | 1 | 1 | 0 | 1  | 0  | +1   |  |
| 2    | El Morro F.C | 1    | 2  | 0 | 1 | 1 | 0  | 1  | −1   |  |

Actualizado a los partidos jugados el 19 de diciembre de 2024.
 Fuente: Guarico FC

### Grupo E

#### Clasificación
| Pos. | Equipo               | Pts. | PJ | G | E | P | GF | GC | Dif. |  |
| ---- | -------------------- | ---- | -- | - | - | - | -- | -- | ---- |  |
| 1    | Parcell F.C          | 6    | 2  | 2 | 0 | 0 | 4  | 1  | +3   |  |
| 2    | Deportivo Zamora F.C | 0    | 1  | 0 | 0 | 1 | 1  | 2  | −1   |  |
| 3    | Centro Hispano F.C   | 0    | 1  | 0 | 0 | 1 | 0  | 2  | −2   |  |

Actualizado a los partidos jugados el 19 de diciembre de 2024.
 Fuente: Parcell FC y Parcell VZLA

### Grupo F

#### Clasificación
| Pos. | Equipo           | Pts. | PJ | G | E | P | GF | GC | Dif. |  |
| ---- | ---------------- | ---- | -- | - | - | - | -- | -- | ---- |  |
| 1    | Catia F.C        | 3    | 2  | 1 | 0 | 1 | 5  | 4  | +1   |  |
| 2    | Academia Jiménez | 3    | 2  | 1 | 0 | 1 | 4  | 5  | −1   |  |

Actualizado a los partidos jugados el 19 de diciembre de 2024.
 Fuente: Catia

### Grupo G

#### Clasificación
| Pos. | Equipo                | Pts. | PJ | G | E | P | GF | GC | Dif. |  |
| ---- | --------------------- | ---- | -- | - | - | - | -- | -- | ---- |  |
| 1    | Jesús Yendis F.C      | 4    | 2  | 1 | 1 | 0 | 8  | 1  | +7   |  |
| 2    | JGD F.C               | 4    | 2  | 1 | 1 | 0 | 4  | 1  | +3   |  |
| 3    | Alianza Nueva Esparta | 0    | 2  | 0 | 0 | 2 | 0  | 10 | −10  |  |

Actualizado a los partidos jugados el 19 de diciembre de 2024.
 Fuente: JGD FC y Jesús Yendis

### Grupo H

#### Clasificación
| Pos. | Equipo                  | Pts. | PJ | G | E | P | GF | GC | Dif. |  |
| ---- | ----------------------- | ---- | -- | - | - | - | -- | -- | ---- |  |
| 1    | El Guamo F.C            | 6    | 2  | 2 | 0 | 0 | 6  | 2  | +4   |  |
| 2    | Talentos de Primera F.C | 0    | 1  | 0 | 0 | 1 | 4  | 3  | +1   |  |
| 3    | Optidelpa F.C           | 0    | 2  | 0 | 0 | 2 | 1  | 6  | −5   |  |

Actualizado a los partidos jugados el 19 de diciembre de 2024.
 Fuente: El Guamo y Talentos

## Ronda Final
|  | Cuartos de final | Cuartos de final    | Cuartos de final | Cuartos de final | Cuartos de final |   |                  | Semifinales      | Semifinales | Semifinales | Semifinales | Semifinales |  |             | Final       | Final | Final |  |
|  |                  |                     |                  |                  |                  |   |                  |                  |             |             |             |             |  |             |             |       |       |  |
|  |                  |                     |                  |                  |                  |   |                  |                  |             |             |             |             |  |             |             |       |       |  |
|  | C                | Academia Emeritense | 2                | 0                | 2                |   |                  |                  |             |             |             |             |  |             |             |       |       |  |
|  | C                | Academia Emeritense | 2                | 0                | 2                |   |                  |                  |             |             |             |             |  |             |             |       |       |  |
|  | D                | Guarico F.C         | 1                | 5                | 6                |   |                  |                  |             |             |             |             |  |             |             |       |       |  |
|  | D                | Guarico F.C         | 1                | 5                | 6                |   | Guarico F.C      | Guarico F.C      | 0           | 0           | 0(7)        |             |  |             |             |       |       |  |
|  |                  |                     |                  |                  |                  |   | Guarico F.C      | Guarico F.C      | 0           | 0           | 0(7)        |             |  |             |             |       |       |  |
|  |                  |                     | FundaUAM         | FundaUAM         | 0                | 0 | 0(6)             |                  |             |             |             |             |  |             |             |       |       |  |
|  | A                | FundaUAM            | FundaUAM         | FundaUAM         | 0                | 0 | 0(6)             | 2                | 2           | 4           |             |             |  |             |             |       |       |  |
|  | A                | FundaUAM            |                  |                  |                  |   |                  |                  |             | 4           |             |             |  |             |             |       |       |  |
|  | B                | Unión Lara S.C      | 0                | 2                | 2                |   |                  |                  |             |             |             |             |  |             |             |       |       |  |
|  | B                | Unión Lara S.C      | 0                | 2                | 2                |   |                  |                  |             |             |             |             |  | Guarico F.C | Guarico F.C | 2     |       |  |
|  |                  |                     |                  |                  |                  |   |                  |                  |             |             |             |             |  | Guarico F.C | Guarico F.C | 2     |       |  |
|  |                  |                     | Parcell F.C      | Parcell F.C      | 5                |   |                  |                  |             |             |             |             |  |             |             |       |       |  |
|  | G                | Jesús Yendis F.C    | Parcell F.C      | Parcell F.C      | 5                | 2 | 0                | 2                |             |             |             |             |  |             |             |       |       |  |
|  | G                | Jesús Yendis F.C    |                  |                  |                  |   |                  |                  |             |             |             |             |  |             |             |       |       |  |
|  | H                | El Guamo F.C        | 1                | 0                | 1                |   |                  |                  |             |             |             |             |  |             |             |       |       |  |
|  | H                | El Guamo F.C        | 1                | 0                | 1                |   | Jesús Yendis F.C | Jesús Yendis F.C | 1           | 0           | 1           |             |  |             |             |       |       |  |
|  |                  |                     |                  |                  |                  |   | Jesús Yendis F.C | Jesús Yendis F.C | 1           | 0           | 1           |             |  |             |             |       |       |  |
|  |                  |                     | Parcell F.C      | Parcell F.C      | 2                | 4 | 6                |                  |             |             |             |             |  |             |             |       |       |  |
|  | F                | Catia F.C           | Parcell F.C      | Parcell F.C      | 2                | 4 | 6                | 0                | 0           | 0           |             |             |  |             |             |       |       |  |
|  | F                | Catia F.C           |                  |                  |                  |   |                  |                  |             | 0           |             |             |  |             |             |       |       |  |
|  | E                | Parcell F.C         | 2                | 4                | 6                |   |                  |                  |             |             |             |             |  |             |             |       |       |  |
|  | E                | Parcell F.C         | 2                | 4                | 6                |   |                  |                  |             |             |             |             |  |             |             |       |       |  |
|  |                  |                     |                  |                  |                  |   |                  |                  |             |             |             |             |  |             |             |       |       |  |

## Final

### Ida
| 8 de noviembre de 2024 , 16:00 | Guarico F.C | 2 : 1 | Parcell F.C | Alberto Simonpietri, guárico |  |
|                                |             |       |             | Árbitro(s):                  |  |

### Vuelta
| 15 de noviembre de 2024 , 16:00 | Parcell F.C | 4 : 0 | Guarico F.C | Centro Deportivo Empresas Polar, Carabobo |  |
|                                 |             |       |             | Árbitro(s):                               |  |

### Participantes
|             |             |
| Guarico F.C | Parcell F.C |
| Subcampeón  | Campeón     |
|             |             |

| Campeón Parcell F.C. |
| [ 2 ]                |